# Olvonbredvecklare
Olvonbredvecklare (Aphelia viburnana) är en fjärilsart som först beskrevs av Michael Denis och Ignaz Schiffermüller 1775.  Olvonbredvecklare ingår i släktet Aphelia, och familjen vecklare. Arten är reproducerande i Sverige.

## Bildgalleri

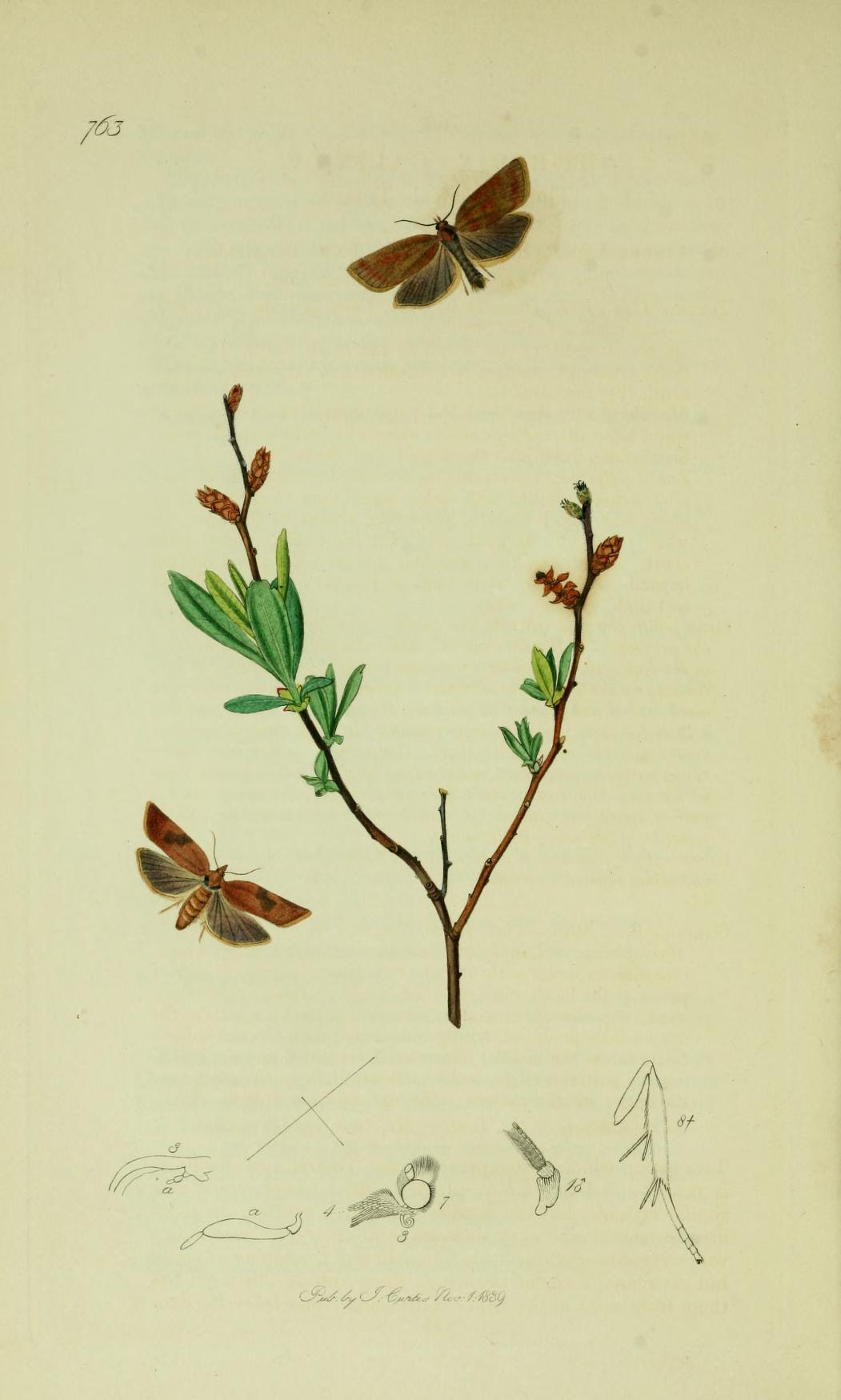